# Ananda Mahidol

Phra Bat Somdet Phra Poramentharamaha Ananda Mahidol Phra Atthamaramathibodin (en tailandés: พระบาทสมเด็จพระปรเมนทรมหาอานันทมหิดลฯ พระอัฐมรามาธิบดินทร; RTGS: —Ananthamahidon Phra Atthamaramathibodin), o Rama VIII (n. 20 de septiembre de 1925– 9 de junio de 1946) fue el octavo monarca de Tailandia bajo la Casa de Chakri.

## Historia
El príncipe Ananda Mahidol Mahidol nació en Heidelberg, Alemania. Fue el primer hijo del príncipe Mahidol de Songkhla Adulyadej (hijo del rey Chulalongkorn) y de Sangwal (último título Somdej Phra Sri Nakarindhara Boromaratchachonnani) que estaban estudiando allí en ese momento. El rey Vajiravhud, su tío, mandó un telegrama el 13 de octubre de 1925 para sugerir que lo llamen "Ananda Mahidol" (อา นันท มหิดล), cuyo significado es "la alegría de Mahidol".
| Predecesor: Prajadhipok | Rey de Tailandia 1935 - 1946 | Sucesor: Bhumibol Adulyadej |

- Datos: Q248893
- Multimedia: Ananda Mahidol / Q248893